# Blawirejo
Blawirejo is een bestuurslaag in het regentschap Lamongan van de provincie Oost-Java, Indonesië. Blawirejo telt 2225 inwoners (volkstelling 2010).